# Іванівська сільська рада (Красноградський район)
Іва́нівська сільська́ ра́да — адміністративно-територіальна одиниця та орган місцевого самоврядування у Красноградському районі Харківської області. Адміністративний центр — село Іванівське.

## Загальні відомості
- Іванівська (Октябрська) сільська рада утворена в 1920 році.
- Територія ради: 90,374 км²
- Населення ради: 2 044 особи (станом на 2001 рік)

## Населені пункти
Сільській раді були підпорядковані населені пункти:
- с. Іванівське
- с. Берестовенька
- с. Гранове
- с. Калинівка

## Склад ради
Рада складалася з 16 депутатів та голови.
- Голова ради: Саприкіна Ольга Вікторівна

### Керівний склад попередніх скликань
| Прізвище, ім'я, по батькові | Основні відомості                                                                       | Дата обрання | Дата звільнення |
| --------------------------- | --------------------------------------------------------------------------------------- | ------------ | --------------- |
| Тріщов Петро Петрович       | Сільський голова, 1953 року народження, освіта вища, безпартійний                       | 26.03.2006   | 31.10.2010      |
| Тріщов Петро Петрович       | Сільський голова, 1953 року народження, освіта вища, член Аграрної партії України       | 31.10.2010   | 11.12.2011      |
| Саприкіна Ольга Вікторівна  | Сільський голова, 1979 року народження, освіта середня спеціальна, член Партії регіонів | 24.05.2012   |                 |

Примітка: таблиця складена за даними сайту Верховної Ради України

### Депутати
За результатами місцевих виборів 2010 року депутатами ради стали:

#### За суб'єктами висування
| Суб'єкт висування      | Кількість обраних депутатів | %    |
| ---------------------- | --------------------------- | ---- |
| Самовисування          | 7                           | 43,8 |
| Партія регіонів        | 4                           | 25   |
| Аграрна партія України | 3                           | 18,8 |
| Народна партія         | 2                           | 12,5 |

#### За округами
| № округу               | Прізвище, ім'я, по батькові   | Дата визнання обраним | Освіта  | Партійна приналежність       | Відомості про обраного депутата                                         |
| ---------------------- | ----------------------------- | --------------------- | ------- | ---------------------------- | ----------------------------------------------------------------------- |
| Аграрна партія України |                               |                       |         |                              |                                                                         |
| 4                      | Ілінічев Сергій Іванович      | 04.11.2010            | вища    | член Аграрної партії України | ТОВ «Красноградське Джерело», бригадир                                  |
| 6                      | Лосєва Лариса Олексіївна      | 04.11.2010            | вища    | член Аграрної партії України | ТОВ «Красноградське Джерело», головний бухгалтер                        |
| 8                      | Батов Юрій Григорович         | 04.11.2010            | середня | член Аграрної партії України | ТОВ «Красноградське Джерело», головний агроном                          |
| Народна Партія         |                               |                       |         |                              |                                                                         |
| 12                     | Банін Андрій Олександрович    | 04.11.2010            | вища    | член Народної партії         | тимчасово не працює                                                     |
| 15                     | Сутормін Євгеній Борисович    | 04.11.2010            | вища    | член Народної партії         | тимчасово не працює                                                     |
| Партія регіонів        |                               |                       |         |                              |                                                                         |
| 3                      | Пікалов Станіслав Миколайович | 04.11.2010            | середня | член Партії регіонів         | Лозівська дистанція електропостачання, електромонтер                    |
| 10                     | Кузьмицька Олена Михайлівна   | 04.11.2010            | середня | член Партії регіонів         | ФОАПАбакумов Ю. М., головний бухгалтер                                  |
| 13                     | Шульгіна Людмила Михайлівна   | 04.11.2010            | вища    | член Партії регіонів         | Красноградська районна організація Партії регіонів, головний спеціаліст |
| 16                     | Абакумов Микола Юрійович      | 04.11.2010            | вища    | член Партії регіонів         | ФОАПАбакумов Ю. М., інженер                                             |
| Самовисування          |                               |                       |         |                              |                                                                         |
| 1                      | Жидкова Олена Миколаївна      | 04.11.2010            | середня | член Партії регіонів         | ТОВ «Красноградське Джерело», оператор ГСМ                              |
| 2                      | Пікалов Олег Миколайович      | 04.11.2010            | середня | член Партії регіонів         | приватний підприємець                                                   |
| 5                      | Астапєєв Ігор Миколайович     | 04.03.2012            | вища    | член Партії регіонів         | Берестовеньківська ЗОШ I—III ст, директор                               |
| 7                      | Приз Валентина Василівна      | 04.11.2010            | вища    | позапартійна                 | Берестовенькіівська загальноосвітня школа І-ІІІ ст., вчитель            |
| 9                      | Пікалова Лілія Миколаївна     | 04.11.2010            | середня | позапартійна                 | Октябрський відділ зв'язку, поштарка                                    |
| 11                     | Пасічник Олександр Васильович | 04.11.2010            | вища    | позапартійний                | ТОВ «Агрофірма Пісчанська», агроном                                     |
| 14                     | Піскунова Ольга Вікторівна    | 04.11.2010            | вища    | позапартійна                 | Берестовеньківська загальноосвітня школа І-ІІІ ст., вчитель             |

## Населення
Згідно з переписом УРСР 1989 року чисельність наявного населення сільської ради становила 2336 осіб, з яких 1017 чоловіків та 1319 жінок.
За переписом населення України 2001 року в сільській раді мешкало 2027 осіб.

### Мова
Розподіл населення за рідною мовою за даними перепису 2001 року:
| Мова       | Відсоток |
| ---------- | -------- |
| російська  | 70,40 %  |
| українська | 26,57 %  |
| білоруська | 0,34 %   |
| молдовська | 0,24 %   |
| інші       | 2,45 %   |